# Ole Söderberg
Ole Petter Söderberg (Norrköping, 20 luglio 1990) è un ex calciatore svedese, di ruolo portiere.

## Carriera

### Club

#### Gli anni in Inghilterra
Cresciuto nelle giovanili dell'Häcken, a gennaio 2008 è stato tesserato dagli inglesi del Newcastle. Aggregato in prima squadra a partire dal campionato 2010-2011, ad agosto 2011 è passato in prestito al Darlington, in Conference. Ha esordito in squadra il 1º ottobre, nella vittoria per 2-0 sul Newport County.
Tornato al Newcastle, nel novembre 2011 è stato ceduto nuovamente in prestito, stavolta al Chesterfield, in League One. La prima partita con questa maglia l'ha disputata in data 5 novembre, nel pareggio per 2-2 contro lo Yeovil Town.

#### Molde
Il 30 marzo 2012, i norvegesi del Molde hanno ufficializzato l'ingaggio di Söderberg. Ha debuttato con questa casacca il 1º maggio dello stesso anno, nella vittoria per 0-4 sul Sunndal, in una gara valida per il primo turno del Norgesmesterskapet. Il 30 giugno 2012 ha giocato la prima partita in Eliteserien, nella vittoria per 3-1 sull'Odd Grenland. È stato in forza al Molde per un biennio, nel corso del quale ha vinto il campionato 2012 ed il Norgesmesterskapet 2013.

#### Kalmar
Il 3 gennaio 2014, il Molde ha comunicato sul proprio sito internet d'aver ceduto Söderberg al Kalmar. Ha esordito in squadra il 20 agosto successivo, schierato titolare nella sconfitta per 2-1 contro il Kristianstad, partita valida per la Svenska Cupen 2014-2015. Il 31 agosto seguente ha disputato la prima partita in Allsvenskan, nella sconfitta per 2-0 contro l'IFK Göteborg. Durante la stagione 2015 è stato spesso riserva del norvegese Lars Cramer, mentre in quella 2016 ha giocato 29 partite di campionato su 30. Il 14 ottobre 2016 ha rinnovato il contratto che lo legava al club per altre due stagioni. Nel corso della stagione 2017 ha giocato raramente, in parte a causa di un infortunio alla coscia e in parte per scelta tecnica in favore di Lucas Hägg-Johansson. Nel 2018 invece non è mai stato utilizzato, così a fine stagione ha lasciato la squadra.

### AFC Eskilstuna
Il 30 gennaio 2019 è stato ufficializzato il suo ingaggio da parte dell'AFC Eskilstuna, con il giocatore che ha firmato un contratto di un anno nonostante la concorrenza di Mihail Ivanov e il successivo arrivo di un ulteriore portiere, ovvero Ihor Levchenko. Söderberg ha poi giocato 12 partite di campionato sulle 30 previste da calendario. La squadra a fine anno si è classificata all'ultimo posto ed è retrocessa in Superettan, mentre Söderberg è rimasto svincolato.

### Ritorno al Kalmar
Dopo la stagione trascorsa all'AFC Eskilstuna, Söderberg ha fatto ritorno al Kalmar l'11 giugno 2020, quando ancora l'Allsvenskan di quell'anno non era iniziata per via della pandemia di COVID-19. Oltre al ruolo di portiere di riserva, Söderberg ha assunto anche il ruolo di allenatore dei portieri delle squadre Under-16 e Under-19. In stagione ha giocato 11 partite, tutte nella seconda metà del campionato, a seguito dell'assenza di Lucas Hägg-Johansson per infortunio.

### IFK Göteborg
Il 15 gennaio 2021 è stato presentato dall'IFK Göteborg, società che lo ha ingaggiato a parametro zero per un anno nell'ottica di utilizzarlo come riserva del greco Giannīs Anestīs. Nell'arco dell'anno 2021 ha giocato due partite di Coppa di Svezia. Ha lasciato la squadra nel dicembre 2021, alla scadenza contrattuale.

### GAIS
Nel gennaio 2022 è entrato a far parte del GAIS, squadra che era appena retrocessa in terza serie, con il duplice ruolo di allenatore dei portieri e di terzo portiere. Lasciata nel frattempo alle spalle la carriera da giocatore, viene confermato come allenatore dei portieri anche per l'anno successivo.

## Statistiche

### Presenze e reti nei club
Statistiche aggiornate al 28 aprile 2016.
| Stagione         | Club             | Campionato       | Campionato | Campionato | Coppe nazionali | Coppe nazionali | Coppe nazionali | Coppe continentali | Coppe continentali | Coppe continentali | Supercoppe | Supercoppe | Supercoppe | Totale | Totale |
| Stagione         | Club             | Comp             | Pres       | Reti       | Comp            | Pres            | Reti            | Comp               | Pres               | Reti               | Comp       | Pres       | Reti       | Pres   | Reti   |
| ---------------- | ---------------- | ---------------- | ---------- | ---------- | --------------- | --------------- | --------------- | ------------------ | ------------------ | ------------------ | ---------- | ---------- | ---------- | ------ | ------ |
| 2010-2011        | Newcastle        | PL               | 0          | 0          | FACup+CdL       | 0               | 0               | -                  | -                  | -                  | -          | -          | -          | 0      | 0      |
| ago. 2011        | Newcastle        | PL               | 0          | 0          | FACup+CdL       | 0               | 0               | -                  | -                  | -                  | -          | -          | -          | 0      | 0      |
| Totale Newcastle | Totale Newcastle | Totale Newcastle | 0          | 0          |                 | 0               | 0               |                    | -                  | -                  |            | -          | -          | 0      | 0      |
| ago.-ott. 2011   | Darlington       | FC               | 6          | -9         | -               | -               | -               | -                  | -                  | -                  | -          | -          | -          | 6      | -9     |
| nov. 2011        | Chesterfield     | FL1              | 2          | -7         | FACup+CdL+LT    | 1+0+1           | -6              | -                  | -                  | -                  | -          | -          | -          | 4      | -13    |
| 2012             | Molde            | ES               | 7          | -6         | CN              | 4               | -3              | UCL+UEL            | 0+2                | -4                 | -          | -          | -          | 13     | -13    |
| 2013             | Molde            | ES               | 9          | -10        | CN              | 1               | 0               | UCL+UEL            | 0                  | 0                  | -          | -          | -          | 10     | -10    |
| Totale Molde     | Totale Molde     | Totale Molde     | 16         | -16        |                 | 5               | -3              |                    | 2                  | -4                 |            | -          | -          | 23     | -23    |
| 2014             | Kalmar           | A                | 8          | -12        | CS              | 1               | -2              | -                  | -                  | -                  | -          | -          | -          | 9      | -14    |
| 2015             | Kalmar           | A                | 11         | -18        | CS              | 4               | -4              | -                  | -                  | -                  | -          | -          | -          | 15     | -22    |
| 2016             | Kalmar           | A                | 6          | -12        | CS              | 0               | 0               | -                  | -                  | -                  | -          | -          | -          | 6      | -12    |
| Totale Kalmar    | Totale Kalmar    | Totale Kalmar    | 25         | -42        |                 | 5               | -6              |                    | -                  | -                  |            | -          | -          | 30     | -48    |
| Totale           | Totale           | Totale           | 49         | -74        |                 | 12              | -15             |                    | 2                  | -4                 |            | -          | -          | 63     | -93    |

## Palmarès

### Competizioni nazionali
- Campionato norvegese: 1

Molde: 2012
- Coppa di Norvegia: 1

Molde: 2013